# Diedrich Henne
Diedrich Henne (1825 o 1834-1913) fue un botánico nacido alemán y migrado a Australia. Fue recolector y explorador de flora. Emigra a Australia y estuvo empleado como ayudante del botánico colonial Ferdinand von Mueller en el Real Jardín Botánico de Melbourne.
Recogió varias cajas de plantas para herborizar, cuándo fue empleado como botánico en el Burke y expedición de rescate de Wills. Frederick Manson Bailey listó doce especies de plantas en el Queensland herbarium, recogidas por Henne. 
El botánico Joseph Virginal escribió de Henne:

Fue transportado en el buque de guerra de estilo victoriano Victoria (con el Capitán Norman al mando) de Melbourne a Brisbane, y desde allí hasta el Golfo de Carpentaria. Landsborough estableció su campamento principal o depósito en la isla de Sweer, subió el río Albert a la confluencia del río Norman, y se estableció un depósito en el casco del Firefly en este lugar.

Maiden también escribió:

He visto cartas que muestran como el Baron von Mueller lo sostuvo en la estima por sus cualidades personales..

Henne recogió el espécimen tipo del Higo caducifolio en la Booby Island, en septiembre de 1861. Y fue nombrado Ficus henneana en su honor, por Friedrich Miquel. El diario de Henne, en alemán, se alberga en la Biblioteca Mitchell. Fallece en Sídney a los 78 años.

## Enlaceds externos
- Breve bio en JStor

- Datos: Q5274532
- Multimedia: Diedrich Henne / Q5274532